# Jozef Illés
Jozef Illés [jozef iléš] (22. ledna 1937 – 20. března 1991) byl slovenský fotbalista.

## Hráčská kariéra
V československé lize hrál za Jednotu Košice, aniž by skóroval.

### Prvoligová bilance
| Ročník          | Zápasy | Góly | Minuty | Klub           |
| --------------- | ------ | ---- | ------ | -------------- |
| I. liga 1959/60 | 13     | 0    | –      | Jednota Košice |
| CELKEM I. LIGA  | 13     | 0    | –      |                |